# Katie Cassidy
Katherine Evelyn Anita "Katie" Cassidy, tidigare Rodgers, född 25 november 1986 i Los Angeles i Kalifornien, är en amerikansk sångerska och skådespelare.
Cassidy är dotter till musikern David Cassidy och Sherry Williams, som var fotomodell på 1970-talet. Som barn tränade hon gymnastik, spelade piano, gitarr och sjöng. Senare tog hon dans- och sånglektioner, vilket ledde till att hon på high school blev cheerleader för California Flyers.
Hon var med i sin dåvarande pojkvän Jesse McCartneys video She's No You, där hon även spelar hans flickvän.

## Filmer och serier
- Sjunde himlen (1996)
- Sex, Love and secrets (2005)
- Click (2006)
- When a stranger calls (2006)
- Black Christmas (2006)
- Dallas (2007)
- Supernatural (2007–2008)
- Taken (2008)
- Harpers Island (2009)
- Gossip girl (2010)
- Melrose Place 2009 (2009–2010)
- A Nightmare on Elm Street (2010)
- Monte Carlo (2011)
- Arrow (2012)
- The Flash (2014)
- Wolves at the Door (2016)